# 小布兰登·波士顿
小布兰登·艾略特“B.J.”波士顿（英語：Brandon Elliot "B. J." Boston Jr.，2001年11月28日—）是美国职业篮球运动员，效力于美国国家篮球协会(NBA) 的紐奧良鵜鶘。大学时就读肯塔基大学效力于肯塔基野猫队。

## 高中生涯
波士顿高一时就读于佐治亚州诺克罗斯的诺克罗斯高中，然后在2019 年的高二赛季转学到洛杉矶查茨沃思附近的塞拉峡谷学校。他与勒布朗詹姆斯的儿子布朗尼詹姆斯和德怀恩韦德的儿子扎伊尔韦德并肩作战。 在诺克罗斯的最后一个赛季，他场均得到 18.4 分和 5.4 个篮板。 
他被选中参加2020年麦当劳全美明星赛。 他还被选中参加 2020 年乔丹品牌精英赛。 

### 大学招募
作为一名五星高中生，波士顿承诺在肯塔基大学打大学篮球。 

## 大学生涯
在 2020 年 11 月 25 日的大学处子秀中，肯塔基以 81-45 战胜莫尔黑德州立大学，波士顿得到 15 分和 7 个篮板。 他在对南卡罗来纳的赛季末比赛中得到了 21 分。大一赛季，他场均可以得到11.5分和4.5个篮板。但是他的投篮命中率只有36.4%，三分球命中率是可怕的18.0%，没有展现高中球场的投篮手感。
2021 年 3 月 20 日，波士顿宣布他将放弃本赛季剩余的比赛，结束他的大学生涯，并宣布参加2021 年 NBA 选秀， 

## 职业生涯

### 洛杉矶快船队（2021 年至今）
波士顿在2021年NBA选秀第二轮第51顺位被孟菲斯灰熊队选中，随后经新奥尔良鹈鹕队交易至洛杉矶快船队。 
波士顿被下放到快船队的NBA 发展联盟附属机构阿瓜卡连特快船队参加他们的发展联盟赛季揭幕战。

## 职业统计

### NBA
| 賽季    | 球隊          | GP | GS | MPG  | FG%  | 3P%  | FT%  | RPG | APG | SPG | BPG | PPG |
| ------- | ------------- | -- | -- | ---- | ---- | ---- | ---- | --- | --- | --- | --- | --- |
| 2021–22 | L.A. Clippers | 51 | 0  | 14.9 | .385 | .306 | .819 | 2.2 | 1.0 | .5  | .3  | 6.7 |
| Career  | Career        | 51 | 0  | 14.9 | .385 | .306 | .819 | 2.2 | 1.0 | .5  | .3  | 6.7 |

### 大学
| 賽季    | 球隊     | GP | GS | MPG  | FG%  | 3P%  | FT%  | RPG | APG | SPG | BPG | PPG  |
| ------- | -------- | -- | -- | ---- | ---- | ---- | ---- | --- | --- | --- | --- | ---- |
| 2020–21 | Kentucky | 25 | 24 | 30.3 | .355 | .300 | .785 | 4.5 | 1.6 | 1.3 | .2  | 11.5 |

## 个人生活
2021 年 4 月 22 日，波士顿在与肯塔基大学校队队友特伦斯·克拉克一起训练后，克拉克在加利福尼亚州洛杉矶发生车祸。 克拉克独自驾驶时遇难，而波士顿在克拉克身后的车中与他的父亲和克拉克的母亲一起目睹了车祸。 
他还习惯在比赛期间在鞋里放一张美元钞票